# Geely LC
La Geely LC, venduta in Cina anche con il nome di Geely Panda o Gleagle Panda, è un'autovettura prodotta dalla casa automobilistica cinese Geely dal 2008 al 2016.
Nel 2010, oltre che nei canali tradizionali quali i concessionari, la Geely ha messo la vettura in vendita sul sito Taobao.
Nel 2017 la vettura è stata sostituita dalla Geely Yuanjing X1.